# Rhododrilus edulis
Rhododrilus edulis är en ringmaskart som beskrevs av Benham 1904. Rhododrilus edulis ingår i släktet Rhododrilus och familjen Acanthodrilidae. Inga underarter finns listade i Catalogue of Life.